# Egyenkénti kieséses szavazás
Az egyenkénti kieséses szavazás egy szavazási rendszer, amelyet egyetlen győztes kiválasztására használnak. Az egyenkénti kieséses szavazás során a választó minden fordulóban egyetlen szavazatot ad le a választott jelöltre. Ha az adott fordulóban egyetlen jelölt sem kapja meg a szavazatok abszolút többségét, akkor a legkevesebb szavazattal rendelkező jelöltek közül egy vagy több kiesik, és újabb szavazási forduló következik. Ez a folyamat addig ismétlődik, amíg egy jelölt abszolút többséget nem szerez.
Az egyenkénti kieséses szavazás hasonló a kétfordulós szavazáshoz, de vannak lényeges különbségek. Ha a kétfordulós szavazás első fordulójában egyik jelölt sem szerez többséget, a szavazás második és egyben utolsó fordulójába csak az előre megadott százalékot legalább megszerzett jelöltek és/vagy legfeljebb az előre megadott adott számú jelölt jut tovább. A második forduló és egyúttal a kétfordulós szavazás megnyeréséhez egyszerű/relatív többség is elegendő. - Ezzel szemben az egyenkénti kieséses szavazáson fordulónként legtöbbször csak egy jelölt esik ki, így gyakran kettőnél több szavazási fordulóra van szükség, amíg egy jelölt abszolút többséget nem szerez.
Adott esetben a két vagy több legkevesebb szavazatot kapott jelölt is kieshet egy fordulóban. Konkrétan akkor, ha a legkevesebb szavazatot kapott jelölteknek együtt kevesebb szavazatuk van, mint a náluk éppen többet kapott jelöltnek. Más szóval több jelölt kiesése nem változtatja, nem változtathatja meg az egyenkénti kiesés sorrendjét és a szavazás eredményét, és ebben eltér minden kétfordulós rendszertől.
Mivel a választóknak jellemzően kettőnél többször kell szavazniuk, az egyenkénti kieséses szavazást ritkán használják a minden választópolgár számára nyitott, személyes megjelenést követelő választásokon. Általában olyan választásokon használják, amelyeken legfeljebb néhány száz szavazó dönt, mint például egy képviselőház vagy egy közgyűlés elnökének megválasztása.
Az egyenkénti kieséses szavazás különböző formáit használják jelenleg a Svájci Szövetségi Tanács tagjainak, Skócia miniszterelnökének, az Európai Parlament elnökének, továbbá a Kanadai Képviselőház, a brit Képviselőház és a skót parlament elnökének megválasztásra; az olimpiai játékok és a labdarúgó-világbajnokság házigazdájának kiválasztására; és korábban használták Izrael elnökének és államellenőrének megválasztására, akiket most - bár közvetett módon a Kneszet - kétfordulós választáson jelölnek ki.

## Szavazás és összesítés

Példa egy szavazólapra

Az egyenkénti kieséses szavazás minden fordulójában minden szavazó egy, neki megfelelő jelöltet választ ki és jelöl meg a szavazólapon. Ha az első fordulóban egyik jelölt sem kapja meg a szavazatok abszolút többségét, vagyis több mint felét, akkor a legkevesebb szavazatot kapott jelölt kiesik, a többi jelölt pedig továbbjut a második fordulóba. Ha a második fordulóban sincs abszolút többségi jelölt, akkor a második fordulóban legkevesebb szavazatot kapott jelölt is kiesik, és megtartják a harmadik fordulót. A folyamat annyi fordulón át ismétlődik, amíg egy jelölt meg nem kapja a szavazatok többségét. A szükséges fordulók száma legfeljebb a jelöltek száma mínusz egy: pontosan akkor ennyi, ha minden fordulóban csak egy jelölt esett ki. Az utolsó fordulóban az egyik jelölt biztosan megszerzi a szavazatok abszolút többségét.
A választó a különböző fordulókban akkor is megváltoztathatja, hogy kire szavaz, ha a korábban általa választott jelölt még nem esett ki a szavazásból. A példák az egyszerűség kedvéért gyakran feltételezik, hogy csak a kiesett jelölt korábbi szavazói szavaznak másik jelöltre, de az egyenként kizáró szavazás elve ezt nem feltételezi.

### Változatok
- Az első néhány fordulóban a győzelemnek feltétele lehet a szavazatok abszolút többségénél nagyobb arányú megszerzése, például a szavazatok kétharmadáé. Például az olasz elnökválasztás első három fordulójában minősített többségre van szükség a győzelemhez; a negyedik fordulótól kezdve abszolút többség is elegendő.
- Az egyenkénti kieséses szavazás egyes változataiban nem ejtik ki hivatalosan a legkevesebb szavazatot kapott jelöltet vagy jelölteket, hanem a jelöltek önként lépnek vissza a következő fordulótól.
- Egyes változatokban egy fordulóról fordulóra emelkedő bekerülési küszöb szerint ejtik ki a legkevesebb szavazatot kapott jelölteket. Például a Minnesotai Demokratikus-Farmer-Munkáspárt 2008-ban az általuk támogatott szenátor kiválasztásához egyenkénti kieséses szavazást használt, amelynek során a bekerülési küszöb 5%-ról 25%-ra emelkedett az első 5 fordulóban; ezután fordulónként a legkevesebb szavazatot kapott jelöltet ejtették ki, amíg csak két jelölt nem maradt.[1]
- Az előzőhöz hasonlóan bekerülési küszöböt is figyelembe vesznek a kanadai alsóház és a brit alsóház elnökének megválasztása során: az első fordulóban a szavazatok kevesebb mint 5%-át megszerző jelöltek mind kiesnek.

## Példa
Tegyük fel, hogy Tennessee, az Egyesült Államok egyik államának lakói szavaznak a főváros helyéről. Tennessee lakossága négy nagyváros körül összpontosul, amelyek az állam területén belül elszórtan találhatók. Ebben a példában tegyük fel, hogy minden szavazó e négy város valamelyikében él, továbbá, hogy minden szavazó azt szeretné, hogy a főváros a lehető legközelebb legyen a városához.
Az egyes városok lakossága:
- Memphis, az állam legnagyobb városa, a szavazók 42%-ával, de messze található a többi várostól
- Nashville, a szavazók 26%-ával[2]
- Knoxville, a szavazók 17%-ával
- Chattanooga, a szavazók 15%-ával

1. forduló: A szavazás első fordulójában mindenki a saját városára szavaz, így az eredmény a következő lesz:
- Memphis: 42%
- Nashville: 26%
- Knoxville: 17%
- Chattanooga: 15%

2. forduló: Egy jelölt sem rendelkezik abszolút többséggel, vagyis 50%-nál több szavazattal az első fordulóban, így a legkevesebb szavazattal rendelkező Chattanooga kiesik, és a fennmaradó három jelölt továbbjut a 2. fordulóba. A második fordulóban Chattanooga szavazói inkább Knoxville-re, a legközelebbi városra szavaznak. A többi szavazó közül senkinek sem kell megváltoztatnia szavazatát. Az eredmények tehát a következők:
- Memphis: 42%
- Nashville: 26%
- Knoxville: 32%

3. forduló: Nashville kiesett, így az utolsó fordulóban csak két jelölt maradt. A nashville-i szavazók Knoxville-re, a hozzájuk legközelebbi városra adják voksukat. A harmadik forduló eredménye tehát:
- Memphis: 42%
- Knoxville: 58%

Eredmény: A harmadik fordulóban Knoxville megszerezte az abszolút többséget, így a győzelmet is.

## Használata a gyakorlatban
- Skót parlament: A skót parlament miniszterelnökét, elnökét és elnökhelyetteseit egyenkénti kieséses szavazással választják meg.[3]
- Az olimpiai játékokat rendező várost a Nemzetközi Olimpiai Bizottság tagjai egyenkénti kieséses szavazással választják ki. Azoknak a bizottsági tagoknak, amelyeknek a küldő országa, illetve a küldő ország városa részt vesz a szavazáson, tilos szavaznia, kivéve, ha a város már kiesett a szavazás során.
- Az Európai Parlament elnökét a parlament tagjai választják. Ha ez első fordulóban egyik jelölt sem kap abszolút többséget, akkor még legfeljebb három további fordulót tartanak. A második és a harmadik fordulóban a jelöltek önként visszaléphetnek és gyakran vissza is lépnek más jelölteket támogatva. Ha a harmadik fordulóban sem kap senki abszolút többséget, akkor a negyedik és egyben utolsó fordulóban csak a harmadik fordulóban két legtöbb szavazatot kapott jelöltre lehet szavazni.[4]
- A brit Képviselőház elnökét titkos szavazással választják meg a ház tagjai. Ha ez első fordulóban egyik jelölt sem kap abszolút többséget, akkor a legkevesebb szavazatot kapott jelölt továbbá az összes 5%-nál kevesebb szavazatot kapott jelölt kiesik. A további fordulók az egyenkénti kieséses szavazás szokásos szabályai szerint zajlanak.[3]
- A Kanadai Képviselőház elnökét lényegében ugyanúgy választják meg, mint a brit Képviselőház elnökét: az első fordulóban az 5%-nál kevesebb szavazatot kapott jelölteket kiejtik.
- Az Egyesült Királyságban a Konzervatív Párt vezetőjének megválasztása során a párt képviselőházi tagjai egyenkénti kieséses szavazással választanak ki két jelöltet. A két jelölt közül ezután a párt teljes tagsága választ abszolút többségi szavazással.

## Hasonló rendszerek
Amint fentebb említettük, az egyenkénti kieséses szavazás hasonló a kétfordulós szavazásokhoz, amelyekben a második és egyben utolsó fordulóba csak a két legtöbb szavazatot szerzett jelölt vagy a megadott belépési küszöbnél több szavazatot szerzett jelöltek kerülnek be. Mivel a kétfordulós rendszer legfeljebb két fordulóból áll, a minden választópolgár számára nyitott és személyes megjelenést követelő szavazások esetében lényegesen könnyebben lebonyolítható, mint az egyenkénti kieséses szavazás, ezért az államelnökök és törvényhozó szervek megválasztására sokkal gyakrabban használják a kétfordulós szavazást.
A két rendszer azonban gyakran különböző győzteseket hoz. Ennek az az oka, hogy az egyenkénti kieséses szavazás utolsó fordulójában olyan jelölt is abszolút többséget szerezhet, aki az első fordulóban nem volt a két legtöbb szavazatot szerzett jelölt között vagy nem érte el ez előre megadott belépési küszöböt. A fenti tennessee-i példában a kétfordulós szavazáson Nashville nyert volna, miután Chattanooga és Knoxville az első körben kiesett, és ezek a városok Nashville-re szavaznak, mert közelebb van hozzájuk, mint Memphis.

## Taktikai szavazás
Egyenkénti kieséses szavazásnál a szavazóknak ritkábban érdemes a saját preferenciájuktól eltérően, taktikailag szavazniuk, mint például az egyfordulós szavazásnál, mert az általa leginkább preferált jelölt kiesése után választhatja az általa második, harmadik, többedik helyen preferált jelöltet, és így a preferenciájának megfelelően befolyásolhatja a szavazás eredményét.
Bizonyos esetekben azonban a szavazók sikeresen befolyásolhatják a szavazás eredményét taktikai szavazással: kiejthetnek olyan jelölteket, akik az első fordulókban kevés, a későbbi fordulókban viszont várhatóan sok szavazatot szereznének, és megelőznék és kiejtenék a taktikai szavazók által preferált jelöltet. A taktikai szavazás sikerességnek feltétele, hogy azonos preferenciájú taktikai szavazók
- ismerjék egymás preferenciáit
- össze tudják hangolni a szavazási döntéseiket
- ismerjék a többi szavazó preferenciáját
- előre tudják jelezni a több szavazó taktikai döntéseit.

### Példák taktikai szavazásra
A fenti tennessee-i példában Knoxville, a szavazás várható győztese a memphisi szavazók számára a legtávolabbi, legrosszabb lehetőség, ezért motiváltak a taktikai szavazásra. Például ha az első fordulóban a memphisi szavazók döntő része Nashville-re szavaz, és a többi szavazó nem taktikailag szavaz, akkor Nashville abszolút többséget szerez az első fordulóban és megnyeri a szavazást, ami a memphisi szavazók számára kedvezőbb, mint ha Knoxville nyerne. - Hasonlóan, ha néhány Nashville-i szavazó az első fordulóban Chattanogára szavaz és a többi szavazó nem szavaz taktikailag, akkor Knoxville esik ki az első fordulóban, a második fordulót és a szavazást pedig Chattanoga nyeri, ami a nashville-i szavazók számára kedvezőbb, mint ha Knoxville nyerne. Látható, hogy a többi szavazó preferenciáinak és várható taktikai döntéseinek pontos előrejelzése kulcsfontosságú a taktikai szavazás sikeréhez.
Tegyük fel, hogy egy fiktív szavazás 100 szavazója legalább három, különböző preferenciájú csoportból áll.
|                         | A csoport | B csoport | C csoport |
| ----------------------- | --------- | --------- | --------- |
| Első preferencia        | jégkrém   | almáspite | gyümölcs  |
| Második preferencia     | almáspite | ??        | ??        |
| Harmadik preferencia    | gyümölcs  | ??        | ??        |
| Csoport tagjainak száma | 25        | 30        | 45        |

Taktikai szavazás nélkül az első fordulóban kiesik a jégkrém, a második fordulóban pedig az A csoport tagjai mind az almáspitére szavaznak, így az almáspite szerez abszolút többséget.
De ha a C csoport legalább 6 tagja az első fordulóban taktikailag a gyümölcs helyett a jégkrémre szavaz, és senki más nem szavaz taktikailag, akkor az almáspite esik ki az első fordulóban, a második fordulóban pedig a gyümölcs szerez abszolút többséget, ami a C csoport tagjainak egyértelműen kedvezőbb, mint az almáspite. Ugyanakkor ha az első fordulóban a B csoport legalább 19 tagja is taktikailag szavaz a jégkrémre, akkor a jégkrém abszolút többséget szerez az első fordulóban, és ezzel a C csoport 6 tagjának taktikai szavazása sikertelen, visszafelé sül el. Látható, hogy a taktikai szavazás sikeressége döntően függ a többi szavazó preferenciájának és taktikai szavazásának előrejelzésétől.

## A jelöltek és a szavazótáborok kapcsolata
Az egyenkénti kieséses szavazás arra ösztönzi a jelölteket, hogy ne csak a saját szavazótáborukhoz forduljanak. Az abszolút többség megszerzéséhez jellemzően szükség van arra, hogy olyan szavazók is a győztesre szavazzanak, akik a szavazás korábbi fordulóiban másik jelöltre szavaztak.
Az egyenkénti kieséses szavazás során a kiesett jelöltek és az őket támogató pártok és szervezetek gyakran ajánlásokat tesznek a szavazóiknak arra, hogy melyik bennmaradt jelöltre szavazzanak a szavazás hátralévő fordulóiban. Így a kiesett jelöltek is képesek befolyásolni a választások eredményét.

## Fordítás
Ez a szócikk részben vagy egészben  az   Exhaustive ballot című angol Wikipédia-szócikk ezen változatának fordításán alapul.  Az eredeti cikk szerkesztőit annak laptörténete sorolja fel. Ez a jelzés csupán a megfogalmazás eredetét és a szerzői jogokat jelzi, nem szolgál a cikkben szereplő információk forrásmegjelöléseként.